# Viviers-lès-Offroicourt
Viviers-lès-Offroicourt é uma comuna francesa na região administrativa de Grande Leste, no departamento de Vosges. Estende-se por uma área de 4,52 km². Em 2010 a comuna tinha 36 habitantes (densidade: 8 hab./km²).